# کلاینگفت
کلاینگفت (به فرانسوی: Kleingœft) یک کمون در فرانسه با جمعیت ۱۳۳ نفر است که در Canton of Marmoutier واقع شده‌است.